# Eustache Marron
Eustache Serre dit Marron (En Provençal : Le Maroul) († 1545 à Avignon) est un des chefs de la résistance vaudoise, mort en martyr à la suite du massacre de Mérindol.
Il réside à Cabrières (l'actuel Cabrières-d'Avignon), village détruit en avril 1545, tout comme 23 autres villages vaudois du Luberon, victimes de l'armée du baron Jean Maynier d'Oppède.

## Biographie
Eustache Marron est décrit comme « entreprenant et sanguinaire » par ses détracteurs, qui le jugent « toujours prêt à détourner les Vaudois de la ligne de modération qu'ils avaient suivie et à leur conseiller la résistance armée ». Il fait parler de lui à Paris. 
En 1532, les soldats du pape enlèvent, près de Cabrières-du-Comtat, des filles vaudoises. Leurs pères tentent de les délivrer les armes à la main, mais ils sont eux-mêmes pris et incarcérés. Eustache Marron, réunissant quelques hommes, les délivre. En 1535, à la tête de cinquante hommes, « il [met] à mort Antoine Bermond, sieur d'Agoult, et Nicolas Lautier, d'Apt, qu'il [surprend] chargés de la mission d'arrêter, à Roussillon, un certain nombre de Vaudois ». 
Le 18 novembre 1540, l'arrêt de Mérindol rendu par contumace condamne 19 Vaudois à être brûlés vifs, ordonne que les maisons et bastides de Mérindol, les châteaux et bois environnants soient abattus, et les biens saisis. Guillaume Farel intercède pour les vaudois auprès des villes suisses et allemandes afin qu'elles entament une action diplomatique. Guillaume du Bellay, gouverneur en Piémont, rend un rapport très favorable sur les vaudois, insistant sur leur docilité à l’égard du pouvoir civil. L’évêque humaniste Sadolat de Carpentras supplie les barbes (les pasteurs vaudois) de modérer leurs attaques contre l’Église. François Ier ordonne finalement de suspendre l’exécution de l’arrêt mais exige que les Vaudois envoient leurs vieillards abjurer avant trois mois devant le Parlement. À plusieurs reprises, les Vaudois demandent des délais et tentent d'obtenir la tolérance pour leur foi.
Marron répond aux expéditions du vice-légat du pape à Avignon, l'évêque de Cavaillon, en circulant sur les États du pape. Pierre Johannis, lieutenant du juge d’Aix, les poursuit en vain : lorsqu'il arrête Chausses-de-Cuir, un lieutenant de Marron, alors que celui-ci est en train de jeter dans l’eau des livres de Luther pour les cacher, Marron le libère presque immédiatement. Marron parvient à plusieurs reprises à ouvrir les prisons où sont enfermés ses frères vaudois. 
Le 20 décembre 1543, à la mort de Chassanée, celui-ci est remplacé par Maynier seigneur d’Oppède qui devient premier président du parlement d’Aix. Il jure alors d’obtenir la révocation des lettres de grâce et d’anéantir les vaudois. Le gouverneur de Grignan confirme le rapport d’Oppède qui signale que les vaudois sont, soi-disant, une forcée armée de plus de 10 000 hommes, et qu’ils sont prêts à marcher sur Marseille.
En 1544, Eustache Marron est curé apostat de Ménerbes et accusé d'avoir pillé l'abbaye de Sénanque et de l'avoir incendiée en partie.
Le 1er janvier 1545, François Ier signe sans les lire les lettres de révocation de la grâce qu'il avait accordée. Le président d'Oppède reçoit le texte signé le 13 février, mais doit encore attendre l'arrivée à Marseille le 6 avril de Paulin de La Garde, capitaine venu d'Italie et récemment nommé baron par le roi, à la tête d'une bande de routiers mercenaires. Après concertation avec le légat du pape, Oppède lève la noblesse de Provence et convoque le parlement d'Aix pour l'informer de la décision royale. Une commission est désignée au sein du Parlement pour « procéder à la totale extirpation de tous ceux qui seraient trouvés tenir sectes hérétiques et reprouvées, en employant la force du gouverneur et lieutenant du roi ».
Les routiers brûlent les villages dont les habitants se sont enfuis, violent les femmes qu'ils trouvent et leur coupent les seins. La Garde traque les laboureurs afin de les envoyer aux galères. Le 18 avril 1545, Oppède fait brûler Lourmarin, Villelaure et Très-Emines, tandis que La Roque s'occupe des villages de la rive gauche de la Durance. La plupart des habitants se sont déjà enfuis. Ils laissent femmes et enfants dans le ravin où ils ont passé la nuit, et rejoignent leurs frères de La Coste et de Cabrières-du-Comtat pour continuer le combat, notamment à Cabrières où sont déjà retranchés près de 300 combattants vaudois. Les rues sont barricadées. L'armée encercle le village, tandis que La Garde ordonne en vain aux vaudois de se rendre. 
Le dimanche 21 avril 1545, l'assaut commence par un bombardement. Des deux côtés, morts et blessés sont nombreux. Les vaudois, dirigés par Marron, proposent d'ouvrir les portes si on les laisse partir pour l'Allemagne ou si on leur promet un jugement régulier, ce à quoi l'évêque de Cavaillon s'engage. Marron et ses partisans sortent les premiers, avec les femmes combattantes. Ils sont aussitôt arquebusés, à l'exception de Marron et du pasteur Guillaume Serre. Ils sont tous deux pris en charge par le légat du pape jusqu'à Avignon où ils sont jugés et brûlés vifs. Cabrières est rasé. On élève une colonne sur place centrale au nom de Jean Maynier.
Il donne son nom au « Chemin Eustache-Marron » à Cabrières-d'Avignon.